# Четвертинский, Густав Антонович
Густав Антонович Четвертинский (1794—1851) — князь, тайный советник, сенатор.
Сын князя Антония-Станислава Святополк-Четвертинского. 30 августа 1814 г. пожалован в звание камер-юнкера Высочайшего двора, с зачислением на службу по Коллегии Иностранных Дел; 22 сентября того же года причислен к российской миссии в Вене, 12 декабря 1821 г. пожалован в звание камергера Высочайшего двора и 12 марта 1823 г. уволен в бессрочный отпуск, с дозволением находиться и в иностранных краях.
В 1827 г. назначен членом Высочайше учрежденной комиссии в Одессе для рассмотрения требований российских подданных к Оттоманской Порте за понесенные ими убытки по торговым делам после Наваринской битвы, и по окончании комиссии в октябре 1827 г. причислен к российской миссии в Константинополе. В 1829 г. назначен секретарем российской миссии в Мадриде, где с 3 мая 1830 г. более года исполнял обязанности поверенного в делах за время отсутствия российского посланника. В 1832 г. по собственному желанию был отозван в Россию и состоял причисленным к Министерству Иностранных Дел, а 3 октября того же года причислился к азиатскому департаменту того же министерства.
Высочайшим указом 16 февраля 1846 г. пожалован в тайные советники с назначением присутствовать в общем собрании варшавских департаментов Правительствующего Сената.